# Жашківський цукровий завод
Жашківський цукровий завод — підприємство харчової промисловості в місті Жашків Черкаської області.

## Історія

### 1860—1917
Цукровий завод у містечку Жашків Таращанського повіту Київської губернії Російської імперії побудований в 1860 році. Спочатку підприємство було обладнано шістьма пресами і одним паровим котлом, виробляло 27,3 тис. пудів цукру на рік, чисельність робітників становила 350 осіб (260 вільнонайманих і кріпосні селяни), які жили у важких умовах (так, 84 працівники були розміщені в казармі завдовжки 9 і завширшки 5,2 сажні).
У 1865 році тривалість робочого дня на цукровому заводі була 12 годин, зарплата становила 15—30 копійок у день чоловікам і 5—7 копійок жінкам, широко застосовувалася дитяча праця (у 1880 році тут працювали 60 хлопчиків віком до 15 років).
До кінця XIX століття вартість робочої сили знизилася через приток у ці місця працівників з інших губерній і до 1917 року кількість робітників заводу збільшилася до 896 осіб.
У ході першої російської революції 1905 року робітники цукрового заводу виступили з вимогою підвищити зарплату, після чого в містечко прибув мировий посередник з драгунами і 17 осіб з присутніх на площі заарештували.
Перед початком першої світової війни при цукровому заводі була відкрита лікарня на 10 ліжок.

### 1918—1991
У лютому 1918 року тут була встановлена Радянська влада, однак уже незабаром Жашків окупували австрійсько-німецькі війська, які залишалися тут до листопада 1918 року. Надалі, до 1921 року селище залишалося у зоні бойових дій громадянської війни. У лютому 1921 року для охорони цукрового заводу в Жашків прибув 17-й полк 17-ї кавалерійської дивізії РСЧА.
У квітні 1923 року Жашків став районним центром, що прискорило його розвиток. У 1925 році Жашківський цукровий завод був відновлений і відновив роботу. В цей час переробна потужність заводу становила 5730 центнерів буряків на добу, чисельність працівників — 430 осіб. 
У ході індустріалізації 1930-х років завод розширено і реконструйовано. Тут збудували котельню, приміщення для парових турбін, у 1934 році до заводу проклали залізничну гілку. Пізніше замінили старе обладнання на нове, встановили вакуум-апарат Вирового і парову турбіну. В результаті, в 1940 році переробна потужність заводу становила 11 тис. центнерів буряків на добу. 
В ході Другої світової війни 19 липня 1941 року Жашків був окупований німецькими військами. 6 січня 1944 року село визволили війська 1-го Українського фронту РСЧА, але гітлерівці при відступі встигли зруйнувати цукровий завод. 
Відновлення заводу почалося вже в 1944 році і проходило одночасно з відновленням населеного пункту. Після закінчення війни, згідно з четвертим п'ятирічним планом відбудови та розвитку народного господарства СРСР, завод було відновлено й 1948 року він розпочав роботу. Переробна потужність заводу в 1948 році становила 6,5 тис. центнерів буряків на добу, а обсяги виготовлення цукру спочатку були невеликі, оскільки місцеві колгоспи були зруйновані під час війни, а посіви цукрового буряку скоротилися. У 1950 році завод реконструйовано, після чого переробна потужність збільшилася до 11,7 тис. центнерів буряків на добу. Надалі, він був перетворений в Жашківський цукровий комбінат (у склад якого увійшли завод і місцевий радгосп, що забезпечував його буряками).
При комбінаті відкрито заводський клуб.
У 1958 році котельний цех комбінату був переведений з вугілля на рідке паливо, в 1959 році фільтр-преси були замінені на дискові фільтри.
У 1967 році переробна потужність комбінату досягла 16,3 тис. центнерів на добу, і він перейшов на нові умови планування діяльності. Дообладнане кагатне поле, реконструйовані заводська ТЕЦ і газова піч, побудована станція хімічної водоочистки. В результаті, в 1968 році переробна потужність комбінату досягла 18 тис. центнерів на добу. 
У 1971 році комбінат виробив понад 315 тис. тонн цукру.
В цілому, в радянський час цукровий комбінат входив у число провідних підприємств міста.

### Після 1991
У липні 1995 року Кабінет Міністрів України затвердив рішення про приватизацію комбінату. Надалі, державне підприємство було перейменовано і реорганізовано в товариство з обмеженою відповідальністю.
Почалася в 2008 році економічна криза ускладнила становище підприємства. Наприкінці травня господарський суд Києва визнав «Українську продовольчу компанію» (у власності якої в цей час був завод) банкрутом і почав процедуру її ліквідації. 
До початку червня 2010 року Жашківський цукровий завод залишався останнім цукровим заводом у власності КПК, оскільки операція з його продажу зірвалася (позаяк кредиторська заборгованість заводу до цього часу становила близько 100 млн гривень — і перевищувала вартість заводу).
У травні 2012 року господарський суд Черкаської області почав процедуру банкрутства заводу.